# 19662 Stunzi
19662 Stunzi è un asteroide della fascia principale. Scoperto nel 1999, presenta un'orbita caratterizzata da un semiasse maggiore pari a 2,2922919 UA e da un'eccentricità di 0,1139279, inclinata di 6,34655° rispetto all'eclittica.